# Knut
Knut — маткор/сладж группа из Женевы, Швейцария, сформировавшаяся в 1994 году.
Музыка группы содержит элементы сладжа, пост-метала и пост-хардкора. Ранние альбомы были выпущены на лейбле Snuff Record, который основали участники группы Didier Séverin и Roderic Mounir. В данный момент они выпускаются на лейбле Hydra Head Records принадлежащем Арону Тернеру из Isis. Группа делает маленькие концертные туры, в основном в странах Европы, так как все участники группы боятся летать на самолетах.

## Состав

### Текущий
- Didier Séverin — вокал
- Jerome Doudet — бас-гитара
- Roderic Mounier — ударные

## Дискография

### Студийные альбомы
- Bastardiser (1998)
- Challenger (2002)
- Terraformer (2005)
- Wonder (2010)

### Мини-альбомы, сплиты
- Сплит с Ishma (1996)
- Leftovers (1997)
- Сплит с Tantrum (1998)
- Ordeal 7" (1999)
- diy cd #1 (1999)
- Сплит с Botch и Ananda (2000)
- Knut EP (2001)